# 五味努
五味 努（ごみ つとむ、1928年12月13日 - 2013年9月13日）は、日本の機械工学者。上智大学名誉教授。

## 来歴
- 1928年 - 東京府生
- 1951年 - 千葉工業大学機械工学科卒業
- 1951年 - 千葉工業大学助手
  - 東京大学生産技術研究所研究生
- 1953年 - 千葉工業大学機械工学科講師
  - 東京大学生産技術研究所研究員
- 1961年 - 上智大学理工学部機械工学科助教授
- 1970年 - 上智大学理工学部教授
- 1978年 - 自動車技術会編集担当理事
- 1994年 - 自動車技術会名誉会員
- 1997年 - 上智大学名誉教授
- 2013年 - 心臓発作により死去[1]